# Bidvlek

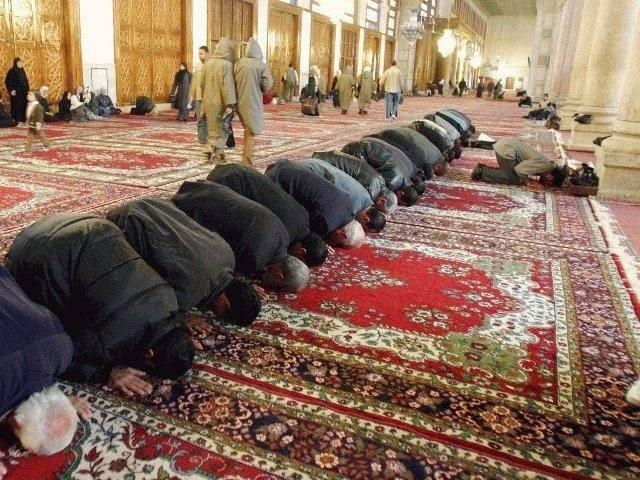
Prosternatie bij de salat in een moskee.

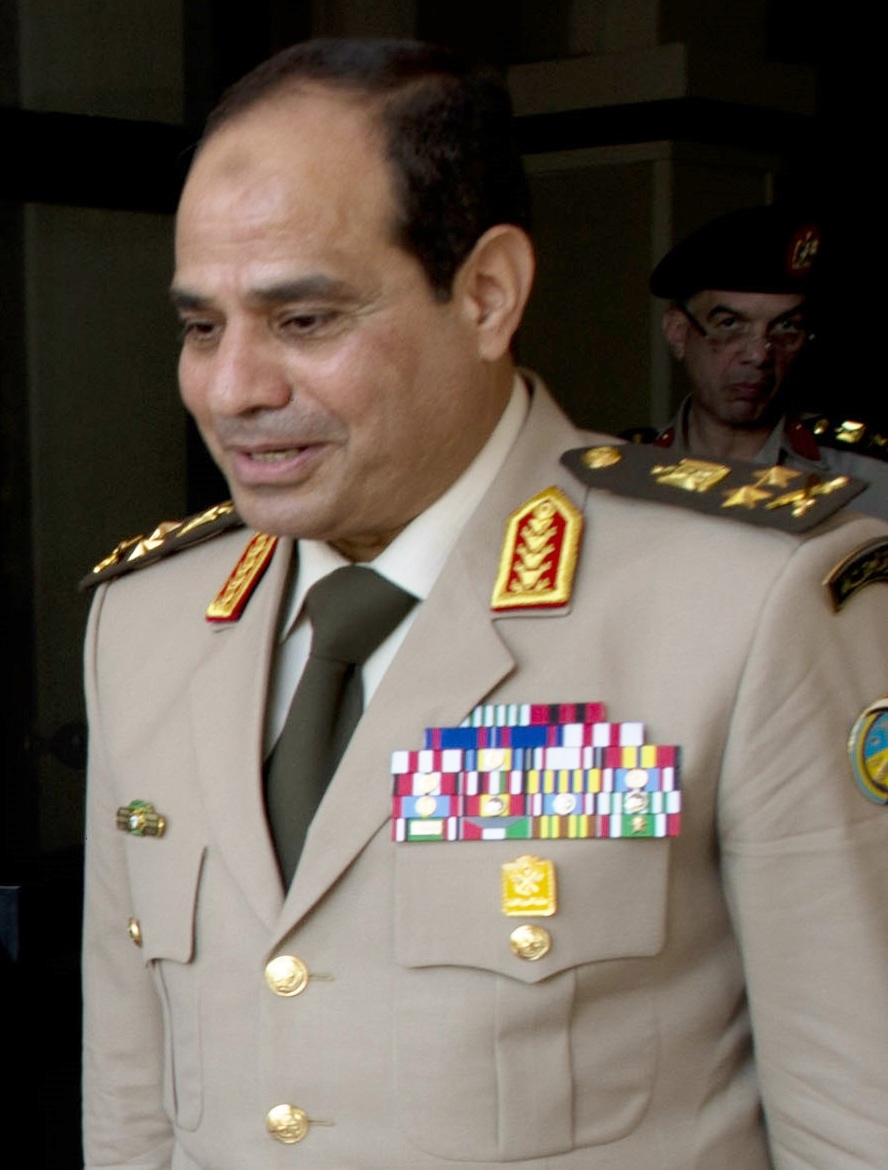
De Egyptische president Al-Sisi met een zichtbare bidvlek.

Een bidvlek (ook wel zabiba, Arabisch voor „krent“ of ghurra Marokkaans-Arabisch voor „voorhoofd“) verwijst naar eelt (een verdikking van de opperhuid) op het voorhoofd van moslims. Deze ophoping van eelt ontstaat door frequente wrijving tussen het voorhoofd en de gebedsmat tijdens de prosternatie bij de salat. Het eelt is doorgaans donkerder van kleur dan de omliggende huid. 
De bidvlek wordt soms gezien als een statussymbool en teken van vroomheid. Sommige moslims interpreteren Soera 48, vers 29 als een verwijzing naar de bidvlek. Tegelijkertijd is de bidvlek ook controversieel en wordt het door sommige moslims ook wel als kleine sjirk (Ar-Riyaa) bestempeld, omdat de drager van de bidvlek deze zou gebruiken voor uiterlijk vertoon. Zo wordt verondersteld dat sommigen de groei van de bidvlek bevorderen door met hun hoofd op de mat te draaien en zo meer wrijving en eeltvorming te creëren. 
De bidvlek komt in alle islamitische samenlevingen voor, maar wordt vooral geassocieerd met Egypte.